# Liste der Monuments historiques in Clairfayts
Die Liste der Monuments historiques in Clairfayts führt die Monuments historiques in der französischen Gemeinde Clairfayts auf.

## Liste der Bauwerke
| Bezeichnung                           | Beschreibung                  | Standort            | Kennzeichnung | Schutzstatus | Datum | Bild           |
| ------------------------------------- | ----------------------------- | ------------------- | ------------- | ------------ | ----- | -------------- |
| Kapelle Épinoy                        | Erbaut im 15./16. Jahrhundert | (Lage)              | PA00107431    | Inscrit      | 1948  |                |
| Kapelle Huart                         | Erbaut im 19. Jahrhundert     | Rue d’Orbaye (Lage) | PA00107432    | Inscrit      | 1948  |                |
| Église de la Conversion-de-Saint-Paul | Kirche                        | (Lage)              | PA00107433    | Classé       | 1920  | weitere Bilder |

## Liste der Objekte
- Monuments historiques (Objekte) in Clairfayts in der Base Palissy des französischen Kultusministeriums